# Underdogs
Underdogs er en eksperimentalfilm fra 1980 instrueret af Lars Dan og Klaus Lynggaard.

## Handling
Filmen er en registrering af mødet mellem punkgruppen Sods og Billedstofteatret ved en koncert / forestilling, der fandt sted den 27. april 1980 under en multimediebegivenhed i en saneringsmoden, gammel bygning på Gammel Kongevej 13 A-B. Husnummeret gav desuden navn til de tre dages begivenheder. Filmen er tænkt i musikkens desperate og intense ånd.